# سیارک ۲۳۱۸
سیارک ۲۳۱۸ (به انگلیسی: 2318 Lubarsky، نامگذاری:6521P-L) دو هزار و سیصد و هجدهمین سیارک کشف شده‌است که در ۲۴ سپتامبر ۱۹۶۰ کشف شد.
قدر مطلق سیارک برابر ۱۳٫۸۰ است.